# Don Schain
Donald Rodney Schain, noto come Don Schain (New Jersey, 26 febbraio 1941 – Salt Lake City, 26 dicembre 2015) è stato un regista, sceneggiatore e produttore cinematografico statunitense.

## Biografia
Schain frequentò l'Università della Carolina del Nord a Chapel Hill e incominciò a lavorare per il cinema nei primi anni '70, dirigendo la sua prima moglie, Cheri Caffaro, in una serie di film a basso costo, tra cui la serie Ginger. Negli anni '90 si trasferì in Utah, dove continuò a produrre film per Disney Channel, come High School Musical, Wendy Wu: Guerriera alle prime armi e Read It and Weep. Fu anche il primo presidente della Motion Picture Association of America, sita in Utah.

## Filmografia

### Regista e sceneggiatore
- The Love Object (1970)
- Ginger (1971)
- The Abductors (1972)
- A Place Called Today (1972)
- Ginger il simbolo del sesso con licenza... d'amare (Girls Are for Loving) (1973)
- Samantha Fox missione Manila (Too Hot to Handle) (1977)

### Produttore

#### Cinema
- H.O.T.S., regia di Gerald Seth Sindell (1979)
- Slipping Into Darkness, regia di Eleanor Gaver (1988)
- Scommesse al college (Catch Me If You Can), regia di Stephen Sommers (1989)
- Nella tana del serpente (Chains of Gold), regia di Rod Holcomb (1991)
- Alan & Naomi, regia di Sterling Van Wagenen (1992)
- The Goodbye Bird, regia di William Clark e William Tannen (1993)
- Il fantasma di sentiero lucente (WindRunner), regia di William Clark e William Tannen (1994)
- Con gli occhi dell'amore (Breaking Free), regia di David Mackay (1995)
- La compagnia degli strilloni (The Paper Brigade), regia di Blair Treu (1996)
- Le mie guardie del corpo (The Undercover Kid), regia di Linda Shayne (1996)
- Coyote Summer, regia di Matias Alvarez (1996)
- Mittente sconosciuto (Address Unknown), regia di Shawn Levy (1997)
- Una madre per Lily (Just in Time), regia di Shawn Levy (1997)
- The Runner, regia di Ron Moler (1999)
- Partners in Crime, regia di Jennifer Warren (2000)
- Stranger Than Fiction - Un incubo senza fine (Stranger Than Fiction), regia di Eric Bross (2000)
- Nobody's Baby, regia di David Seltzer (2001)
- Little Secrets - Sogni e segreti (Little Secrets), regia di Blair Treu (2001)
- Indian - La grande sfida (The World's Fastest Indian), regia di Roger Donaldson (2005)
- Adventures of Power, regia di Ari Gold (2008)
- High School Musical 3: Senior Year, regia di Kenny Ortega (2008)
- Deep Winter, regia di Mikey Hilb (2008)
- Frozen, regia di Adam Green (2010)
- Haunt, regia di Mac Carter (2013)
- Nightlight, regia di Scott Beck e Bryan Woods (2015)

#### Televisione
- Aiuto sono mia sorella (Wish Upon A Star), regia di Blair Treu – film TV (1996)
- Non guardare sotto il letto (Don't Look Under the Bed), regia di Kenneth Johnson – film TV (1999)
- Invito a cena con vampiro (Mom's Got a Date with a Vampire), regia di Steve Boyum – film TV (2000)
- Folletti si nasce (The Luck of the Irish), regia di Paul Hoen – film TV (2001)
- Due gemelle e un pallone (Double Teamed), regia di Duwayne Dunham – film TV (2002)
- Dragster Girls (Right on Track), regia di Duwayne Dunham – film TV (2003)
- Pixel Perfect - Star ad alta definizione (Pexel Perfect), regia di Mark A.Z. Dippé – film TV (2004)
- La sfida di Jace (Going to the Mat), regia di Stuart Gillard – film TV (2004)
- Halloweentown High - Libri e magia (Halloweentown High), regia di Mark A.Z. Dippé – film TV (2004)
- Paradise – serie TV (2004)
- Go Figure - Grinta sui pattini (Go Figure), regia di Francine McDougall – film TV (2005)
- Tyco il terribile (Life Is Ruff), regia di Charles Haid – film TV (2005)
- Scrittrice per caso (Read It and Weep), regia di Paul Hoen – film TV (2006)
- Ritorno ad Halloweentown (Return to Halloweentown), regia di David Jackson – film TV (2006)
- High School Musical, regia di Kenny Ortega – film TV (2006)
- High School Musical 2, regia di Kenny Ortega – film TV (2007)
- Gli esploratori del tempo (Minutemen), regia di Lev L. Spiro – film TV (2008)